# Phalotris nigrilatus
Phalotris nigrilatus är en ormart som beskrevs av Ferrarezzi 1993. Phalotris nigrilatus ingår i släktet Phalotris och familjen snokar. Inga underarter finns listade i Catalogue of Life.
Denna orm förekommer i östra Paraguay i departementet San Pedro. Utbredningsområdet ligger nära Paraguayfloden. Habitatet utgörs av fuktiga delar av savannen Gran Chaco och av torra skogar. Honor lägger ägg.
Landskapets omvandling till jordbruks- och betesmarker hotar beståndet. Det kända utbredningsområdet är endast 1845 km² stort. IUCN listar arten som starkt hotad (EN).